# توشخالی
توشخالی (به لاتین: Tushkhali) یک منطقهٔ مسکونی در بنگلادش است که در استان باریسال واقع شده‌است.